# El gran Gatsby (novel·la)
El gran Gatsby (títol original en anglès: The Great Gatsby) és una novel·la escrita en anglès per F. Scott Fitzgerald i publicada el 1925. L'autor va pertànyer a la Generació perduda, un grup d'intel·lectuals nord-americans que van viure l'experiència de la Primera Guerra Mundial i que compartien la mateixa visió del món. A causa d'aquest fet, la Generació perduda i El gran Gatsby comparteixen molts elements clarament identificables en la novel·la.
Ambientada a la costa interior (nord) de Long Island i a la ciutat de Nova York entre la primavera i la tardor del 1922, representa l'època posterior a la Primera Guerra Mundial, els feliços anys vint, en què la societat nord-americana gaudia d'una gran prosperitat econòmica, mentre la llei seca estava fent milionaris els contrabandistes de begudes alcohòliques.
Publicada novament el 1945 i el 1953, la novel·la va tenir ràpidament un gran èxit de públic, i avui se la considera en general la "gran novel·la estatunidenca" d'aquella època, i tot un clàssic. The Great Gatsby ha esdevingut lectura obligatòria per als estudiants de literatura anglesa a l'escola secundària i a la universitat, fins i tot a molts altres països, i ocupa el segon lloc a la llista de les 100 millors novel·les en anglès del segle xx.
La versió cinematogràfica més coneguda és la pel·lícula del mateix títol del 1974, dirigida per Jack Clayton, escrita per Francis Ford Coppola, i interpretada per Sam Waterston com a narrador –Nick Carraway– Mia Farrow com a Daisy Buchanan i Robert Redford com a Gatsby. Tot i així, el 2013, el director Baz Luhrmann va fer una nova versió cinematogràfica de la novel·la, en aquest cas amb Tobey Maguire com a narrador i Leonardo DiCaprio com a Gatsby.
També es desenvolupà un videojoc sobre la novel·la amb l'estètica de 8-bit dels jocs de la Nintendo: The Great Gatsby Game.